# Google Arts & Culture Project
Het Google Arts & Culture Project is een online compilatie van hoge-resolutieafbeeldingen van kunstwerken uit musea over de hele wereld. Tevens zijn er virtuele rondleidingen mogelijk, die op dezelfde manier werken als Google Street View. Hiervoor is Flash vereist.
In april 2012 volgde een uitbreiding van het aantal deelnemende musea.
Het project is ondergebracht bij de afdeling Google Cultural Institute.

## Deelnemende musea
- Frans Hals Museum, Haarlem
- Van Gogh Museum, Amsterdam
- Rijksmuseum, Amsterdam
- Paleis op de Dam (Koninklijk Paleis), Amsterdam
- Tate Britain, Londen
- National Gallery, Londen
- Freer Gallery of Art, Washington
- Museo Thyssen-Bornemisza, Madrid
- Museo Nacional Centro de Arte Reina Sofía, Madrid
- Kasteel van Versailles, Versailles
- Frick Collection, New York
- Metropolitan Museum of Art, New York
- Museum of Modern Art, New York
- Uffizi, Florence
- Tretjakovgalerij, Moskou
- Hermitage, Sint-Petersburg
- Museum Kampa, Praag
- Gemäldegalerie, Berlijn
- Alte Nationalgalerie, Berlijn
- Centraal Museum, Utrecht